# Effetto barba verde

L'effetto barba verde è una forma di selezione in cui individui con geni che producono tratti osservabili unici selezionano individui con il tratto specifico e quindi con lo stesso gene. In questa illustrazione gli individui si accoppiano in modo selettivo con individui con lo stesso colore della testa.

L'effetto barba verde è un esperimento mentale utilizzato nella biologia evolutiva per spiegare l'altruismo selettivo tra gli individui di una specie. Il comportamento altruistico è paradossale se visto alla luce delle vecchie idee della teoria evolutiva che enfatizzavano il ruolo della competizione. L'evoluzione dell'altruismo è meglio spiegata attraverso la visione dell'evoluzione centrata sui geni, che enfatizza un'interpretazione della selezione naturale dal punto di vista del gene che agisce come un agente che ha metaforicamente l'"obiettivo egoistico" di massimizzare la propria propagazione. Un gene per l'altruismo selettivo (comportamentale) può essere favorito dalla selezione (naturale) se l'altruismo è diretto principalmente verso altri individui che condividono il gene. Poiché i geni sono invisibili, un tale effetto richiede marcatori percettibili perché il comportamento altruistico si verifichi.
Un effetto barba verde si verifica quando un allele o un insieme di alleli collegati produce tre effetti espressi (o fenotipici):
- un tratto percettibile - l'ipotetica "barba verde"
- riconoscimento di questa tratto da parte di altri; e
- trattamento preferenziale degli individui con il tratto.

Il portatore del gene (o di uno specifico allele) sta essenzialmente riconoscendo copie dello stesso gene (o di uno specifico allele) in altri individui. Mentre la selezione parentale coinvolge l'altruismo nei confronti di individui che condividono i geni in un modo non specifico, gli alleli della barba verde promuovono l'altruismo nei confronti di individui che condividono un gene che è espresso da uno specifico tratto fenotipico. Alcuni autori osservano anche che gli effetti della barba verde possono includere il "dispetto" per gli individui che non hanno il gene della "barba verde". Ciò può avere l'effetto di delineare un sottoinsieme di organismi all'interno di una popolazione che è caratterizzata da membri che mostrano maggiore cooperazione l'uno verso l'altro, formando una "cricca" che può essere vantaggiosa per i suoi membri che non sono necessariamente parenti.
L'effetto della barba verde potrebbe aumentare l'altruismo sui fenotipi della barba verde e quindi la sua presenza in una popolazione anche se i geni aiutano nell'aumento di geni che non sono copie esatte; tutto ciò che è richiesto è che essi esprimano le tre caratteristiche necessarie. Gli alleli della barba verde sono vulnerabili alle mutazioni che producono il tratto percepibile senza il comportamento di aiuto.
L'idea di un allele di barba verde fu proposta da W. D. Hamilton nei suoi articoli del 1964, e prese il nome dall'esempio usato da Richard Dawkins ("Ho una barba verde e sarò altruista con chiunque altro abbia la barba verde") in Il gene egoista (The Selfish Gene, 1976).

## Esempi
I biologi evoluzionisti hanno discusso la potenziale validità dei geni della barba verde, suggerendo che sarebbe straordinariamente raro per un singolo o addirittura per un insieme di geni associati produrre tre effetti fenotipici complessi. Questa critica ha portato alcuni a credere che essi non possano semplicemente esistere o che possano essere presenti solo in organismi meno complessi, come i microrganismi. Diverse scoperte negli ultimi dieci anni hanno chiarito la validità di questa critica.
Il concetto rimase una possibilità puramente teorica in base al modello del gene egoista di Dawkins fino al 1998, quando un allele di barba verde fu trovato per la prima volta in natura, nella formica di fuoco (Solenopsis invicta). Le regine di colonie poliginiche sono eterozigoti (Bb) nel locus del gene Gp-9. La loro progenie operaia può avere genotipi sia eterozigoti (Bb) che omozigoti (BB). I ricercatori hanno scoperto che le regine omozigoti dominanti (BB), che nella forma selvatica producono colonie monoginiche piuttosto che poliginiche, sono specificamente uccise quando sono introdotte nelle colonie poliginiche, il più delle volte da operaie eterozigoti (Bb) e non omozigoti (BB). Essi hanno concluso che l'allele Gp-9b è associato ad un allele di barba verde che induce le operaie che portano questo allele ad uccidere tutte le regine che non lo hanno. Una conclusione finale nota che le operaie sono in grado di distinguere le regine BB dalle regine Bb sulla base di un segnale odoroso.
Il gene csA nel fungo mucillaginoso Dictyostelium discoideum, scoperto nel 2003, codifica una proteina di adesione cellulare che si lega alle proteine gp80 su altre cellule, permettendo la formazione di corpi fruttiferi multicellulari sul suolo. Miscele di cellule con blocco genico (knockout, KO) csLe con cellule di tipo selvatico producono spore, "nate" dai corpi fruttiferi, che sono all'82% di ceppo selvatico (wild type WT. Questo perché le cellule di ceppo selvatico sono più aderenti e più efficaci da combinare in aggregati; le cellule con il blocco vengono lasciate indietro. Su sostanze più adesive ma meno naturali, le cellule KO possono aderire; le cellule WT, ancora migliori ad aderire, selezionano preferenzialmente nel gambo.
Nel 2006, il riconoscimento della barba verde è stato visto nel comportamento cooperativo tra i morfi di colore nelle lucertole a macchie laterali, anche se i tratti sembrano essere codificati da più loci attraverso il genoma.
Un esempio più recente, trovato nel 2008, è un gene che fa aggregare il lievito di birra in risposta a una tossina come l'alcol. Indagando sulla flocculazione, un tipo di autoaderenza generalmente presente in aggregazioni asessuate, Smukalla et al. hanno dimostrato che S. cerevisiae è un modello per l'evoluzione del comportamento cooperativo. Quando questo lievito esprime FLO1 in laboratorio, viene ripristinata la flocculazione. La flocculazione è apparentemente protettiva per le cellule FLO1+, che sono schermate da determinati stress (per esempio l'etanolo). Inoltre le cellule FLO1+ aderiscono preferenzialmente l'una all'altra. Gli autori quindi concludono che la flocculazione è guidata da questo allele di barba verde.
Un esempio tra i mammiferi sembra essere la strategia riproduttiva del topo selvatico, che mostra la cooperazione tra gli spermatozoi. I singoli spermatozoi si agganciano l'un l'altro formando i treni degli spermi, che sono in grado di muoversi più velocemente insieme di quanto farebbe lo sperma singolo.
È stato suggerito che la speciazione potrebbe essere possibile attraverso la manifestazione di un effetto barba verde.